# Mirmecofagia
La mirmecofagia è la definizione degli animali mangiatori di formiche o di termiti.

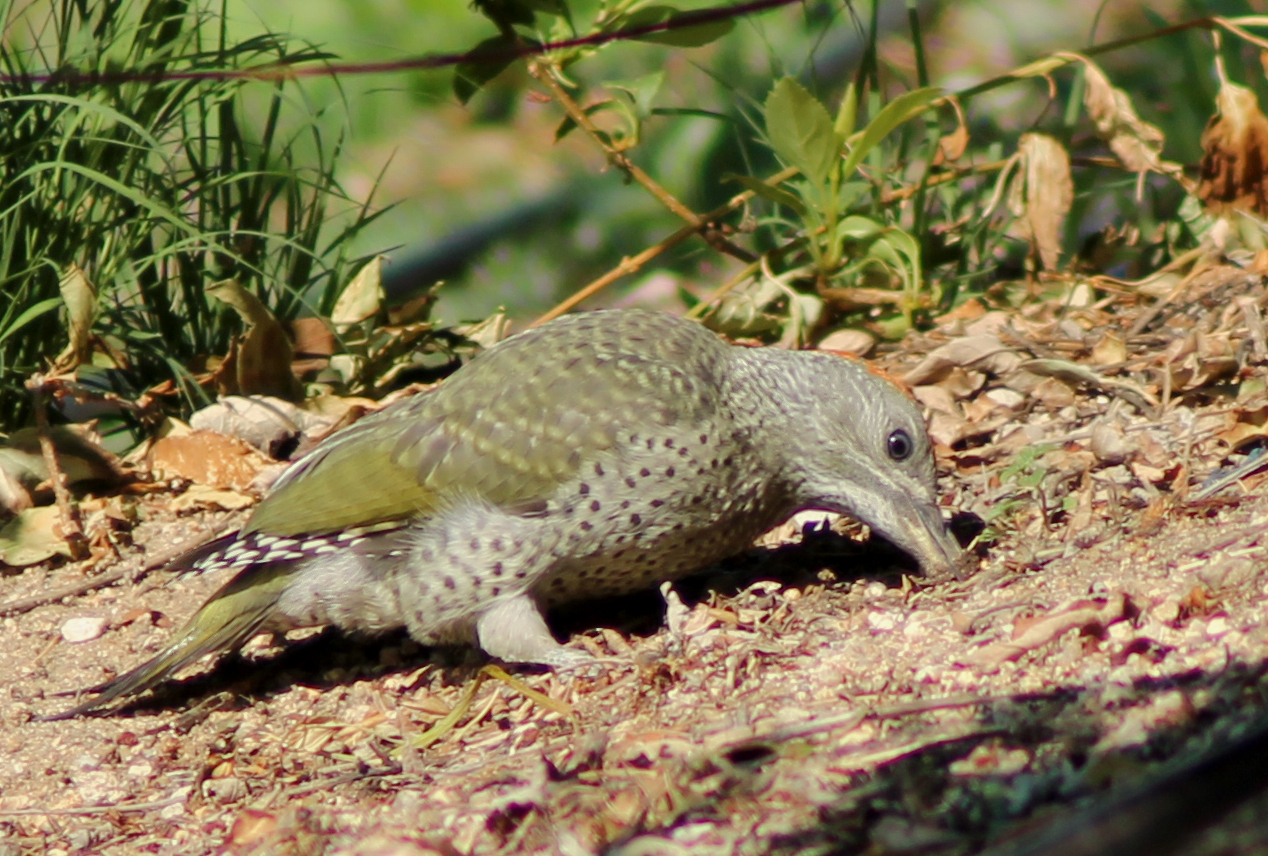
Picus sharpei mangia formiche.

Si distinguono in parziali (le formiche e le termiti hanno una parte importante nella dieta), totali (mangiano solo quelle) o specialisti (mangiano le formiche e le termiti solo sotto forma di uova, larve o pupe).

## Esempi di mirmecofagi parziali
- Drago volante;

## Esempi di mirmecofagi totali
- Formichieri e formichieri nani;

## Esempi di mirmecofagi specialisti
- Tiflopi;